# Genaro Bermúdez
Genaro Bermúdez (* 3. September 1950) ist ein ehemaliger mexikanischer Fußballspieler auf der Position eines Verteidigers.

## Laufbahn
Bermúdez spielte während der gesamten 1970er Jahre für die UNAM Pumas, mit denen er 1975 den mexikanischen Pokalwettbewerb und den Supercup sowie in der Saison 1976/77 die mexikanische Fußballmeisterschaft gewann.
Zwischen 1971 und 1973 war Bermúdez Stammspieler der mexikanischen Nationalmannschaft, für die er erstmals bei der Europareise im September 1971 zum Einsatz kam. Gleich in seinem ersten Länderspiel bezogen die Mexikaner eine deftige 0:5-Niederlage im Niedersachsenstadion von Hannover gegen die deutsche Nationalmannschaft, wobei sie bereits nach einer Viertelstunde mit 0:3 im Rückstand lagen. Gegen Ende desselben Jahres gehörte Bermúdez zur Formation von „El Tri“, die den CONCACAF-Nations-Cup 1971 gewann. Sein 29. und letztes Länderspiel absolvierte Bermúdez am 18. Dezember 1973 im Rahmen der (zu diesem Zeitpunkt für Mexiko bereits gescheiterten) Qualifikation zur WM 1974 gegen den späteren WM-Teilnehmer Haiti, der in der nunmehr bedeutungslosen Begegnung 1:0 geschlagen wurde.

## Erfolge

### Verein
- Mexikanischer Meister: 1977
- Mexikanischer Pokalsieger: 1975
- Mexikanischer Supercup: 1975

### Nationalmannschaft
- CONCACAF-Nations-Cup: 1971